# Auguste Frérotte
Auguste Frérotte est un résistant belge, né à Bruxelles le 27 mai 1893 et mort au camp de concentration de Natzweiler-Struthof le 5 mars 1943.
Ingénieur de formation, il travaille initialement au développement de machines de meunerie. Il se distingue d'abord par ses actions héroïques durant la Première Guerre mondiale, dont il revient infirme. 
En 1939, il s'implique, aux côtés de Camille Joset, dans un réseau de transmission d'information vers l’Angleterre puis, après la capitulation de la Belgique en 1940, dans la résistance active au sein du Mouvement National Belge dont il devient le chef de la section de la Province de Liège.

## Jeunesse et formation
Auguste Frérotte est né à Bruxelles le 27 mai 1893 dans une famille modeste. Après avoir terminé ses études secondaires à Bruxelles, il suit les cours de la section technique de l’école industrielle supérieure et entre ensuite en qualité de dessinateur au service des installations du bureau de Bruxelles de la firme Amme-Giesecke et Connegen de Desde, spécialistes en machines de meunerie. 

## Première Guerre mondiale
En 1913, il fait son service militaire et est nommé caporal au 3e Génie durant la guerre de 1914-1918. Grâce à ses exploits militaires[non neutre], notamment durant la bataille de l'Yser, il est nommé adjudant et reçoit plusieurs distinctions, mais revient gravement invalidé à la mâchoire et à la main par des éclats d'obus.   
Quelques-unes de ses distinctions : 
- Chevalier de l'Ordre de Léopold avec glaives

- Chevalier de l'ordre de la Couronne avec palmes
- Chevalier de l'Ordre de Léopold II avec palmes
- Croix de Guerre avec cinq citations
- Médaille militaire anglaise
- Médaille d'or serbe - Croix de l'Yser
- Médaille militaire belge - Croix de Feu

## Entre-deux guerres
En 1919, il entre en qualité de dessinateur aux Ateliers L.M.S et devint rapidement chef de service puis représentant général, poste pour lequel il voyagera beaucoup en Europe.
En 1925, il commence à travailler chez un grand spécialiste anglais de matériel de meunerie en tant qu’ingénieur : les entreprises Henry Simon, pour lesquelles il s’occupe de la partie commerciale à Bruxelles. Puis, de 1928 à 1931 il dirige une des usines de cette entreprise, et continue de grimper dans la hiérarchie pour devenir, en 1933, Administrateur-Directeur des Ateliers L.M.S (entre-temps fusionnés à Henry Simons Ltd. grâce à ses négociations). 
C’est grâce à ces liens commerciaux qu’il entretient entre l’Angleterre et la Belgique qu’il devient, durant la Seconde Guerre mondiale, un personnage important de la résistance. 

## Seconde Guerre mondiale
À la capitulation de la Belgique en 1940, il s’implique dans l’organisation des premières brigades de résistance, qui deviendront plus tard le Mouvement National Belge, un mouvement de résistance dont il sera le chef sur la Province de Liège. Considéré comme son « second » par Camille Joset, chef national du Mouvement National Belge à l’époque, Auguste Frérotte est décrit comme « admirable d’activité méthodique et de dévouement désintéressé » mais aussi comme possédant « un mépris absolu du danger » dans la réalisation de ces diverses activités de résistance.  
Il participe à de nombreuses opérations de résistance, allant de la diffusion de journaux clandestins, et notamment La Voix des Belges, au transport de charges explosives. Il participe également, avec son épouse, à des réseaux d’évasion (et notamment le célèbre Réseau Comète) d’aviateurs et de militaires alliés tombés dans nos lignes, et leur retour vers le Royaume Uni en hébergeant chez lui et organisant le transport de ces hommes.

## Arrestation et décès
Il est arrêté par la Gestapo à la suite d'une délation le 9 mai 1942 et, après divers transferts, est envoyé au camp de concentration de Natzweiler-Struthof, en Alsace allemande. Il y arrive fin du mois de février 1943. Il y est inclus en tant que prisonnier « Nacht und Nebel », c’est-à-dire « Nuit et brouillard », un décret destiné spécifiquement à faire disparaître rapidement et sans traces les opposants politiques des pays occupés « dans la nuit et le brouillard », et qui les condamne donc à des conditions de détention encore plus dures que les autres prisonniers. Il décèdera d’une injection d’essence peu de temps après son arrivée au camp, le 5 mars 1943.